# Mastododera monticola
Mastododera monticola är en skalbaggsart som beskrevs av Jean François Villiers 1982. Mastododera monticola ingår i släktet Mastododera och familjen långhorningar.
Artens utbredningsområde är Madagaskar. Inga underarter finns listade i Catalogue of Life.